# جنگ‌افزار ضدتانک

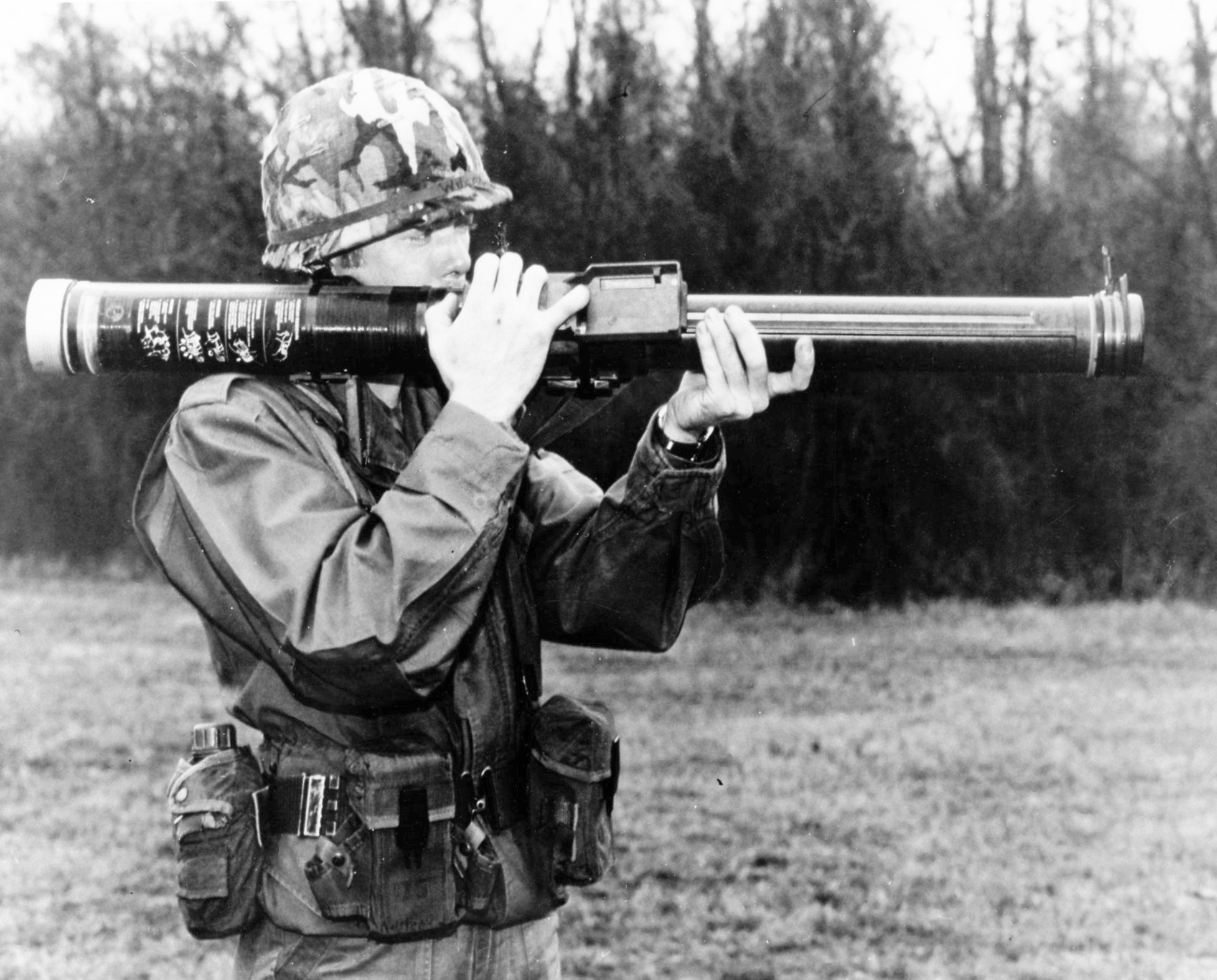
سربازی در حال آماده شدن برای شلیک FGR-17 Viper، یک راکت ضد تانک یکبار مصرف آمریکایی

جنگاوری ضدتانک (انگلیسی: Anti-tank warfare) از نیاز به توسعه فناوری و تاکتیک نظامی برای نابود کردن تانک‌ها در طول جنگ جهانی اول سرچشمه می‌گیرد. از آنجایی که تفاهم سه‌گانه اولین تانک‌ها را در سال ۱۹۱۶ توسعه داد اما تا سال ۱۹۱۷ آنها را در نبرد مستقر نکرد، امپراتوری آلمان اولین سلاح‌های ضد تانک را توسعه داد. اولین سلاح ضد تانک توسعه یافته، یک تفنگ کوچک شده با پیچ و مهره به نام Mauser 1918 T-Gewehr بود که یک فشنگ ۱۳ میلی‌متری را با یک گلوله جامد شلیک می‌کرد که می‌توانست به زره نازک تانک‌های آن زمان نفوذ کند و سبب کشتن سرنشینان شود یا موتور یا کمانه را از بین ببرد.